# Le petit chose
Le petit chose er en fransk stumfilm fra 1923 af André Hugon.

## Medvirkende
- Max de Rieux som Daniel Eysette
- Alexiane som Camille Pierrotte
- Jean Debucourt som Jacques Eysette
- Claude Mérelle som Irma Borel
- Gilbert Dalleu
- André Calmettes som Monsieur Viot
- Jeanne Bérangère